# Казан

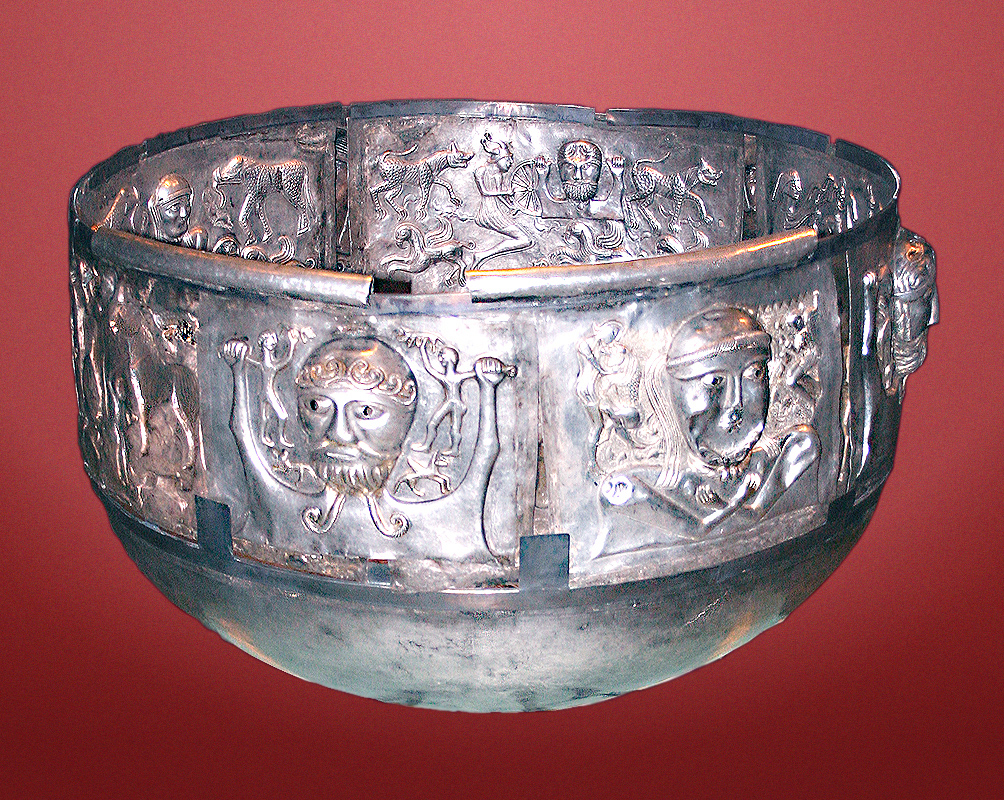
Казан у кельтському стилі, виставлений в Національному музеї (Nationalmuseet) Данії.

Каза́н, або коте́л  — металева посудина для приготування їжі методом варіння на відкритому вогні. У казанах готують їжу для великої кількості людей (їдальні, польові кухні). У хатньому господарстві замість казанів уживають каструлі, але невеличкі казанки можуть використовуватися для приготування деяких видів страв.

## Походження слова
Слово «казан» запозичене з тюркських мов (пор. тат. казан, тур. kazan). Тюркське *kazγan порівнюють з монг. qarum («казан») і тур. kazmak («копати», «довбати»).
Слово «котел» є давнім запозиченням з германських мов: від гот. *katils (або *katilus), що вважається похідним від лат. catīnus, catīllus («таріль», «миска»).

## Казани в іграх, культурі та релігії
- Казан Ельдгрімнір — у германо-скандинавській міфології великий казан, у якому кухар Андгрімнір готує кабана Сегрімніра для богів та ейнгеріїв у Вальгаллі.[5]
- Казан Дагди був одним з чотирьох міфічних предметів Племен Богині Дану. Від нього ніхто не йшов голодним.[6]
- У деяких картярських азартних іграх — посудина, куди кладуть гроші (ставки в банк).[7]

## Польова кухня у запорозьких козаків

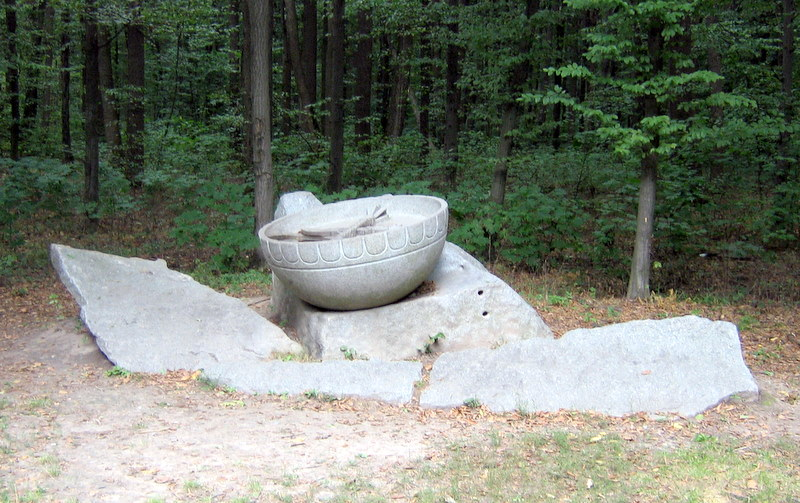
Пам'ятник козацькому казану-склику в Холодному Яру

Згідно зі збереженими свідоцтвами, казан посідав значне місце в житті запорозьких козаків, вважаючись в їх середовищі символом козацького братства. У кожному курені був свій чавунний або мідний казан, у поході його встановлювали над багаттям на залізному тагані або підвішували на тринозі, у мирний же час їжу готували в сінях куреня, на вогнищі-кабиці. Гаслом до обіду був удар у казан, таким чином, він ще слугував замість дзвона, била або гонга. Взагалі, використання казана у козаків як засобу сигналізації відоме досить широко: козацький казан («Склик»), що збирав людей на раду, закарбований у пам'ятнику в Холодному Яру.

## Туристський казанок
Туристські казанки — казанки місткістю 1-2 л, уживані туристами.

## Армійський казанок

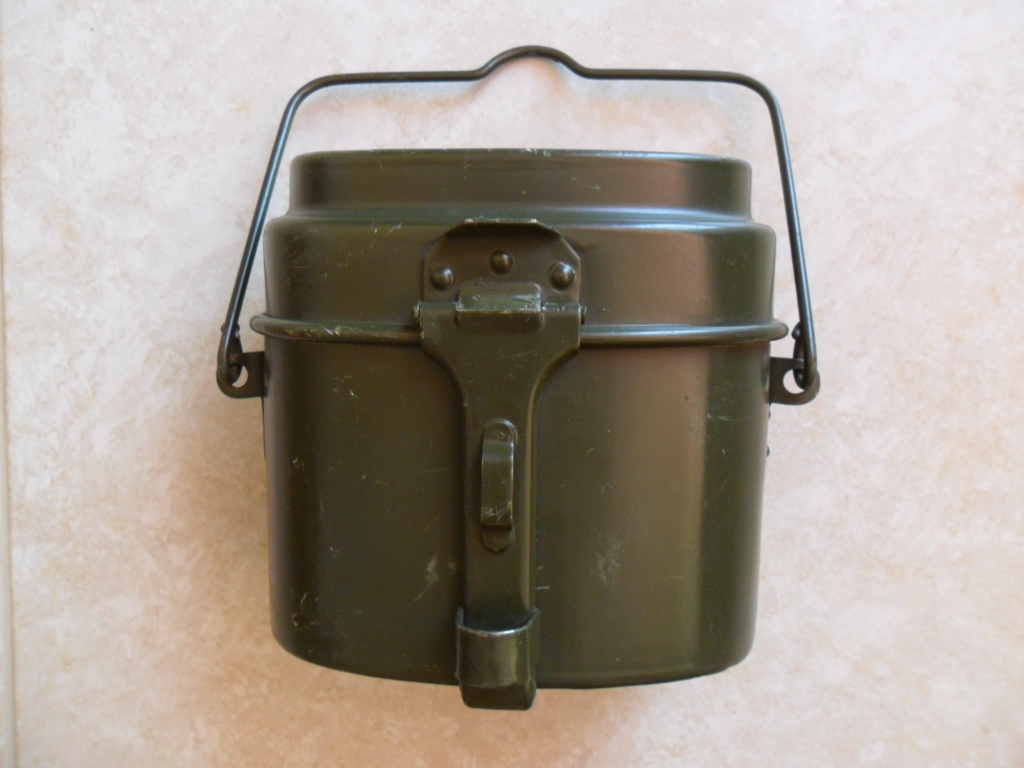
Армійський казанок, уживаний в ЗС Польщі

Армійський (солдатський) казанок (котелок) — елемент військового спорядження, алюмінієвий або сталевий казанок. Підходить як для приймання їжі у похідних умовах, так і для її приготування.

## Інші значення

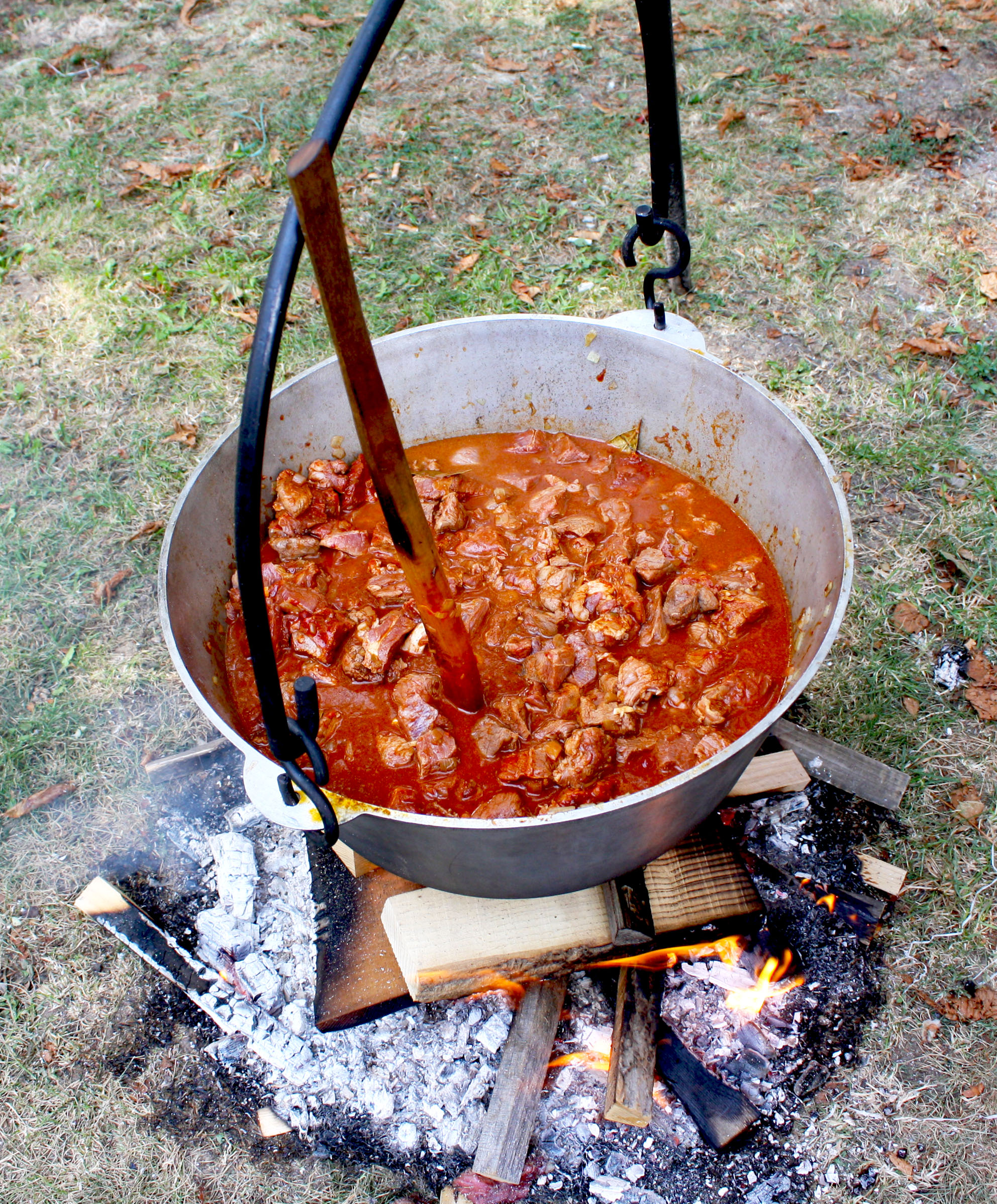
Приготування гуляшу в казані над багаттям

- Казан паровий — інша назва парового котла[1]
- Казан (зазвичай «котел») — військовий термін; територія з наявними на ній військовими з'єднаннями, лінія фронту навколо якої замкнута противником, що означає повне оточення цих військ, потрапляння їх у кільце ворожих військ[1][2].

## Імена власні
- Казань (тат. Казан) — місто у Росії, столиця Республіки Татарстан, назва якої, згідно з одною з версій, походить від слова «казан».
- Казантип — мис у Криму, назва якого буквально значить «дно казана».
- Казанов — прізвище, яке може бути утвореним як від гебрейського слова «газзан», «казан» («читець у синагозі»)[10] так і від слова «казан»[11].